# Beverly Woon Browne
Beverly Woon Browne, kanadski general, * 1883, † 1948.
Med drugo svetovno vojno je bil poveljnik 10. vojaškega okrožja (1939-40), generaladjutant Nacionalnega obrambnega generalštaba (1940-42) in generalni direktor Rezervne vojske (1942-43).